# アデル・ゴラミ
アーデル・ゴラーミー（ペルシア語: عادل غلامی、ラテン翻記:Ādel Gholāmī、1986年2月9日 - ）は、イランの元男子バレーボール選手である。アーモル出身。ポジションはミドルブロッカー。元イラン代表。

## 所属クラブ
- Saipa alborz（2008-2009年）
- Kalleh Mazandaran（2009-2014年）
- Nian Electronic（2014-2015年）
- Sarmayeh Bank（2015-2018年）
- Khatam Ardakan（2018-2019年）
- Kalleh Mazandaran（2019-2020年）
- Labanyat Haraz Amol（2021年）
- Urmia Municipality VC（2021-2022年）